# La Récolte
La Récolte (Countrycide) est le sixième épisode de la série britannique de science fiction Torchwood.

## Synopsis
L'équipe de Torchwood se retrouve coincé dans un vieux village dans les Brecon Beacons, poursuivis et menacés par de mystérieux prédateurs. 

## Continuité
- En parlant de leurs derniers baisers, Gwen, Owen et Ianto font référence à l'épisode Femme cybernétique, lui aussi écrit par Chris Chibnall. C'est aussi l'occasion de la première histoire sentimentale entre deux personnages du casting.
- Jack sous-entend qu'il a déjà embrassé d'autres formes de vies, ce qui débute la rumeur sur son omnisexualité.
- Jack affirme que les êtres humains sont la seule race de l'univers à pratiquer le camping.
- Les Weevils sont évoqués lors d'un dialogue.
- C'est la première fois que l'équipe de Torchwood n'est pas confronté à un phénomène surnaturel. Comme X-Files en son temps, il arrive que des démonstrations de meurtres de masses et de folie humaine soit encore plus effrayant et plus incompréhensibles que des histoires d'extra-terrestres. C'est aussi l'un des rares épisodes de Torchwood à ne pas faire appel aux effets animations 3D.

## Production
- Le titre original de cet épisode Countrycide est un jeu de mots avec le terme Countryside (la campagne) et le terme Homicide.

## Musique
- La chanson "Monster" par The Automatic apparait dans le pré-générique, lorsque Ellie stoppe sa voiture pour observer un mystérieux corps sur la route.